# سیارک ۱۴۹۶۱
سیارک ۱۴۹۶۱ (به انگلیسی: 14961 d'Auteroche، نامگذاری:1996LV3) چهارده هزار و نهصد و شصت و یکمین سیارک کشف شده‌است که در ۸ ژوئن ۱۹۹۶ کشف شد.
قدر مطلق سیارک برابر ۲۱.۴ است.